# Narcisse (film, 1983)
 (avril 2023).
Pour les articles homonymes, voir Narcisse.
Pour plus de détails, voir Fiche technique et Distribution.
Narcisse (Narcissus) est un film de danse québécois réalisé par Norman McLaren en 1983. C'est son dernier film pour l'Office national du film du Canada.

## Description
Dans ce court métrage de Norman McLaren, les danseurs mettent en scène la tragédie grecque de Narcisse dans laquelle un beau garçon est piégé par son amour-propre excessif.

## Fiche technique
- Titre : Narcisse
- Titre original : Narcissus
- Réalisation : Norman McLaren
- Musique : Maurice Blackburn
- Photographie : David De Volpi
- Production : Derek Lamb (en), Douglas Macdonald et David Verrall
- Société de production : Office national du film du Canada
- Genre : Film musical
- Durée : 22 minutes
- Dates de sortie : 
  -  Canada : 18 août 1983 (Festival des films du monde de Montréal)

## Distribution
- Jean-Louis Morin (en) : Narcisse
- Sylvie Kinal : Nymph
- Sylvain Lafortune : un ami